# Bayou Vista (Luisiana)
Bayou Vista es un lugar designado por el censo ubicado en la parroquia de St. Mary en el estado estadounidense de Luisiana. En el Censo de 2010 tenía una población de 4652 habitantes y una densidad poblacional de 921,57 personas por km².

## Geografía
Bayou Vista se encuentra ubicado en las coordenadas 29°41′26″N 91°16′1″O / 29.69056, -91.26694. Según la Oficina del Censo de los Estados Unidos, Bayou Vista tiene una superficie total de 5.05 km², de la cual 4.67 km² corresponden a tierra firme y (7.54%) 0.38 km² es agua.

## Demografía
Según el censo de 2010, había 4652 personas residiendo en Bayou Vista. La densidad de población era de 921,57 hab./km². De los 4652 habitantes, Bayou Vista estaba compuesto por el 86.05% blancos, el 7.44% eran afroamericanos, el 1.85% eran amerindios, el 0.92% eran asiáticos, el 0.04% eran isleños del Pacífico, el 1.46% eran de otras razas y el 2.24% pertenecían a dos o más razas. Del total de la población el 4.49% eran hispanos o latinos de cualquier raza.